# Kim Bo-ra
Đây là một tên người Triều Tiên, họ là Kim.
Kim Bo-ra (tiếng Hàn: 김보라; sinh ngày 28 tháng 9 năm 1995) là một nữ diễn viên người Hàn Quốc. Cô đã được công nhận với vai diễn trong bộ phim truyền hình ăn khách Lâu đài tham vọng (2018). Cô bắt đầu sự nghiệp của mình khi còn nhỏ với vai diễn trong bộ phim For Horowitz (2006), và kể từ đó đã tham gia các bộ phim truyền hình và điện ảnh Jungle Fish 2 (2010), Pretty Man (2013), Glamourous Temptation (2015) và những bộ phim khác.

## Tiểu sử

### Giáo dục
- 2002–2008: Trường tiểu học Incheon Soyang (서울서이초등학교) – Đã tốt nghiệp
- 2008–2011: Trường trung học cơ sở Gyeyang (계양중학교) – Đã tốt nghiệp
- 2011–2014: Trường trung học Yale Incheon (인천예일고등학교) – Đã tốt nghiệp
- 2014 ~    : Đại học Inha (인하대학교), Khoa Sân khấu và Điện ảnh

## Danh sách phim

### Phim
| Năm  | Nhan đề              | Vai diễn    | Ghi chú                 | Ng.    |
| ---- | -------------------- | ----------- | ----------------------- | ------ |
| 2019 | Goodbye Summer       | Han Soo-min | Vai chính               | [ 7 ]  |
| 2019 | Warning: Do Not Play | Kim Ji-soo  |                         | [ 8 ]  |
| 2021 | Ghost Mansion        | Da Hye      | Vai chính, phim omnibus | [ 9 ]  |
| 2022 | Love and Leashes     |             | Netflix film            | [ 10 ] |
| TBA  | Oksu Station Ghost   |             | Vai chính               | [ 11 ] |

### Phim truyền hình
| Năm     | Nhan đề                                | Kênh           | Vai diễn          | Ghi chú               | Ng.           |
| ------- | -------------------------------------- | -------------- | ----------------- | --------------------- | ------------- |
| 2018–19 | Lâu đài tham vọng                      | JTBC           | Kim Hye-na        | Vai phụ               | [ 12 ]        |
| 2019    | Ghostderella                           | LIFETIME Korea | Min-ah            | Vai chính, web drama  | [ 13 ] [ 14 ] |
| 2019    | Bí mật nàng fangirl                    | tvN            | Cindy/Kim Hyo-Jin | Vai phụ               | [ 15 ]        |
| 2020    | Touch                                  | Channel A      | Han Soo-yeon      | Vai chính             | [ 16 ]        |
| 2020    | SF8 - Joan's Galaxy                    | MBC            | Joan              | Vai chính, phần 1     | [ 17 ]        |
| 2020    | KBS Drama Special - While You Are Away | KBS2           | Hong-joo          | Vai chính, phần 1     | [ 18 ]        |
| 2021    | Love Scene Number                      | WAVVE, MBC     | Doo-ah            | Tập: "Love Scene #23" | [ 19 ]        |
| 2023    | Flowers Bloom in the Sand              | TBA            | Joo Mi-ran        |                       | [ 20 ]        |

### Phim chiếu mạng
| Năm  | Nhan đề             | Nền tảng | Vai diễn | Ghi chú | Tham khảo     |
| ---- | ------------------- | -------- | -------- | ------- | ------------- |
| 2021 | I'm Watching You    | TVING    | MC       |         | [ 21 ] [ 22 ] |
| 2022 | Death to Snow White | Wavve    | Ha Seol  |         | [ 23 ]        |

## Giải thưởng và đề cử
| Năm  | Lễ trao giải                                                               | Hạng mục                            | (Những) Người / Tác phẩm được đề cử | Kết quả   | Ng.    |
| ---- | -------------------------------------------------------------------------- | ----------------------------------- | ----------------------------------- | --------- | ------ |
| 2019 | Giải thưởng phim truyền hình Hàn Quốc lần thứ 12 (12th Korea Drama Awards) | Giải thưởng nhân vật nổi tiếng (Nữ) | Lâu đài tham vọng                   | Đoạt giải | [ 24 ] |